# Nandihizana
Nandihizana è una città e comune del Madagascar situata nel distretto di Manjakandriana, regione di Analamanga. 
La popolazione del comune rilevata nel censimento 2001 era pari a 5 284 unità.